# Duodrama
Ein Duodrama (auch Duodram oder Zweipersonenstück) ist ein Drama für zwei Schauspieler oder Sänger, bei dem die gesprochene Stimme von einer begleitenden Singstimme für einen verstärkten dramatischen Effekt unterstützt wird. Das Duodrama war besonders populär ab Ende des 18. Jahrhunderts bis zum Beginn des 19. Jahrhunderts.
Die bekanntesten Duodramen aus dem Bereich der Oper sind Ariadne auf Naxos (1775) und Medea von Georg Benda. Mozart bewunderte Bendas Werke und verwendete ähnliche Techniken in Zaide (1780) und Thamos, König in Ägypten (c. 1773–1780). Er erwog selber, ein Duodrama mit dem Namen Semiramis zu schreiben. Auch Beethovens Fidelio (1805–1814) und Carl Maria von Webers Der Freischütz (1821) beinhalten Duodramen.
In Frankreich wurden die staatlichen Lizenzen für Theateraufführungen an die Anzahl der Darsteller gekoppelt. Zum Beispiel hatte das Théâtre du Luxembourg nur eine Lizenz für Zweipersonenstücke.

## Zweipersonenstücke (Auswahl)
- Autorenkollektiv: Papa, Charly hat gesagt…
- Herbert Achternbusch: Ella[1]
- Edward Albee: Die Zoogeschichte
- Lilly Axster: Ferngesteuert
- Igor Bauersima: norway.today (2000)
- Konrad Bayer: die begabten zuschauer
- Konrad Bayer: die boxer
- Konrad Bayer: idiot
- Samuel Beckett: Bruchstück I[1]
- Samuel Beckett: Bruchstück II[1]
- Samuel Beckett: Ohio Impromptu[1]
- Samuel Beckett: Tritte[1]
- Beethoven: Fidelio (Duodrama im Stück) (1805–1814)
- Georg Benda: Ariadne auf Naxos (1775)
- Georg Benda: Medea
- Steven Berkoff: Dekadenz[1]
- Thomas Bernhard: Der deutsche Mittagstisch[1]
- Thomas Bernhard: Einfach kompliziert[1]
- Thomas Bernhard: Der Schein trügt[1]
- Maja Beutler: Lady Macbeth wäscht sich die Hände nicht mehr
- Ad de Bont: Mirad, ein Junge aus Bosnien I/II
- Ad de Bont: Dussel & Schussel
- Ad de Bont: Die Papageienjacke
- Ad de Bont: Wolken sind ziehender Ärger
- Hermann Broch: Die Erzählung der Magd Zerline[1]
- Joseph Brodsky: Marmor
- Jason Robert Brown: Die letzten fünf Jahre (The Last Five Years)
- Heiko Buhr: Abfall[1]
- Donald L. Coburn: Gin Romme (Originaltitel: The Gin Game)
- Keren Cytter: Show Real Drama
- Christa und Agilo Dangl: Denn das Glück ist immer da
- Thea Dorn: Marleni (2000)
- Ernst-Jürgen Dreyer: Das Double
- Marguerite Duras: Savannah Bay
- Marguerite Duras: Gespräch im Park[1]
- Marguerite Duras: La Musica[1]
- Marguerite Duras: La Musica Zwei[1]
- Charles Dyer: Unter der Treppe (orig. Staircase)
- Helmut Eisendle: A Violation Study
- Helmut Eisendle: Billard oder Das Opfer am grünen Tisch
- Hans Magnus Enzensberger: Diderot und das dunkle Ei
- Hans Magnus Enzensberger: Voltaires Neffe
- Hans Magnus Enzensberger: Ohne uns. Ein Totengespräch
- Hans Eppendorfer, Hubert Fichte: Der Ledermann spricht mit Hubert Fichte[1]
- Jenny Erpenbeck: Katzen haben sieben Leben
- Beat Fäh: Max
- Dieter Forte: Der Artist im Moment seines Absturzes
- Jon Fosse: Winter
- Peter Greiner: Lady Liljas Hauer (1978)[1]
- Josef Guggenmos: Mann Knorre und der Einbrecher. Clownerie ums Geld in einem Akt[2]
- Peter Handke: Das Mündel will Vormund sein[1]
- Peter Handke: Selbstbezichtigung[1]
- Heinrich Henkel: Eisenwichser
- Heinrich Henkel: Olaf und Albert
- Richard Hey: Kelsterbachs Lieblinge
- Richard Hey: Schnurlos
- Ulrich Hub: Imago
- Lutz Hübner: Aussetzer
- Lutz Hübner: Das Herz eines Boxers
- David Ives: Venus im Pelz (2013)
- Gert Jonke: Damals vor Graz
- Markus Kägi: Ach & Och
- Oliver Karbus: Sokrates oder das Ende der Wahrheit (2007)
- Oliver Karbus: Vincent und Paul (2009)
- Rolf Kemnitzer: Die Herzschrittmacherin
- Jerome Kilty: Geliebter Lügner (Originaltitel: Dear Liar)[3]
- Bernard-Marie Koltès: In der Einsamkeit der Baumwollfelder
- Bernard-Marie Koltès: Tabataba
- Franz Xaver Kroetz: Wer durchs Laub geht (Zweite Neufassung von Männersache, urspr. Hörspiel)
- Fitzgerald Kusz: Feig
- Fitzgerald Kusz: Burning Love
- Fitzgerald Kusz: Höchste Eisenbahn
- Fitzgerald Kusz: Let it be
- Fitzgerald Kusz: Himmel der Liebe
- Fitzgerald Kusz: Alles Gute
- Dea Loher: Licht
- Lotta Lotass: Die Sammler[1]
- Kristina Lugn: Die alten Mädchen
- Kristina Lugn: Tante Blümchen
- Kristina Lugn: Nächtliche Orientierung
- Friederike Mayröcker: Nada. Nichts[1]
- Henning Mankell: Zeit im Dunkeln
- Jagoda Marinić: Therapie. Ein Spiel[1]
- Michael McClure: Der Bart[1]
- Wolfgang Amadeus Mozart: Semiramis (verschollen)
- Libuše Moníková: ArAl
- Heiner Müller: Quartett
- Adolf Muschg: Friedrich und Henriette oder die Nasen der Klassik[1]
- Bernd Neunzling: Kleine Würste (2001)
- Frieder Nögge: Pastor und Holderle
- Marsha Norman: Nacht, Mutter (1983)
- Jacques Offenbach, Michael Quast, Rainer Dachselt: Blaubart
- Albert Ostermaier: Ersatzbank[1]
- Albert Ostermaier: Heartcore Theater[1]
- Albert Ostermaier: Zwischen zwei Feuern[1]
- François Ozon: Blicke aufs Meer
- Sybille Pearson: Sally and Marsha (1982)
- Andreas Pflüger: Herrengold
- Robert Pinget: Abel und Bela
- Ulrich Plenzdorf: Freiheitsberaubung[1]
- Manuel Puig: Der Kuss der Spinnenfrau[1]
- Manuel Puig: Das Rätsel der Rosen[1]
- Ilma Rakusa: Jim[1]
- Gerlind Reinshagen: Joint Venture[1]
- Irving Reis: Das Himmelbett (1952) (Jan de Hartog: The Four Poster)
- Jules Renard: Die Maitresse
- Jules Renard: Die Lust sich zu trennen
- Jules Renard: Das tägliche Brot
- Luise Rist: Juni Juli August
- Éric Rohmer: Das Trio in Es-Dur (Le trio en mi-bémol) (1987)[1]
- Patrick Roth: Paul. Menschengeschichte in einer Vigilie[1]
- Gerhard Rühm: theatertexte
- Eugen Ruge: Vom Umtausch ausgeschlossen
- James Saunders (Schriftsteller): A Man’s Best Friend
- Ulrike Schirm: Warten auf Clodot
- Ulrike Schirm: Blöff
- Ivana Sajko: Rippen/Wände
- Ivana Sajko: 4 trockene Füße
- Helma Sanders-Brahms: Marlene und Jo
- Peter Sattmann: Der Erzbischof ist da
- Einar Schleef: Die Einladung[1]
- Hansjörg Schneider: Rondo für Lili
- Bernhard Setzwein: 3165 – Monolog eines Henkers (2008)[4]
- George Bernard Shaw: Ländliche Werbung[1]
- Sam Shepard: Fool for Love
- Susan Sontag: Baby
- Kerstin Specht: Mond auf dem Rücken
- Kerstin Specht: Die Herzkönigin
- Gertrude Stein: Nochmal den Text ein anderer
- Botho Strauß: Die Fremdenführerin
- August Strindberg: Die Stärkere[1]
- Antonio Tabucchi: Versäumte Dialoge
- Antonio Tabucchi: Herr Pirandello wird am Telefon verlangt
- Antonio Tabucchi: Die Zeit wird knapp
- Anton Pawlowitsch Tschechow: Schwanengesang
- Anton Pawlowitsch Tschechow: Tragödie wider Willen
- Esther Vilar: Das Lächeln des Barrakuda
- Friedrich Karl Waechter: Luzi
- Friedrich Karl Waechter: Irdische Liebe (Zweipersonenfassung)
- Michał Walczak: Der Sandkasten (2003)
- Martin Walser: Die Zimmerschlacht[1]
- Carl Maria von Weber: Der Freischütz (Duodrama im Stück) (1821)
- George Whetstone: Promos and Cassandra (1578)
- Urs Widmer: Nepal
- Tennessee Williams: Aufschrei oder Das Zwei-Personen-Stück
- Lauri Wylie: Dinner for One (in der Bearbeitung für zwei Personen)
- Ingeborg von Zadow: Ich und Du
- Ingeborg von Zadow: Pompinien
- Feridun Zaimoglu/Günter Senkel: Ja. Tu es. Jetzt. (2003)